# 科斯坦察一世
科斯坦察一世（1154年11月2日—1198年11月27日），作为西西里诺曼王朝诸王的女继承人，1194年至死为西西里女王，作为神圣罗马帝国皇帝亨利六世的妻子，她在1191—1197年间为神圣罗马皇后。
作为西西里女王，她与配偶共治，后来又与她的年幼儿子即未来的腓特烈二世共治。她特别引人注目的是她对抗自己的欧特维尔家族的行为；她在终结西西里的欧特维尔家族的过程中发挥了重要作用。
年轻时，身为西西里王国唯一的王位继承人，她却因为一个不祥的预言，直到30岁才结婚；成为皇后之后不久，她就卷入与私生侄子西西里的坦克雷迪的西西里王位继承战争，在此期间罕见地成为在这样的进攻战中被俘虏的皇后，尽管后来被安全释放。在神圣罗马帝国历史上只有两位皇后曾经被俘，另一位是她的婆婆贝阿特莉丝皇后。
在登基为西西里女王前不久，她以40岁的大龄生下唯一的孩子腓特烈，延续了神圣罗马帝国和西西里王国两国的血脉。
丧夫后，她不顾儿子已是罗马人的国王，以其名义把神圣罗马帝国皇位让给了小叔子施瓦本的菲利普，让儿子只做西西里国王；然而她继续使用皇室头衔自称神圣罗马帝国皇太后。仅仅一年后她在将年幼的儿子托付给教宗依诺增爵三世后驾崩。

## 身世与婚姻
科斯坦察是鲁杰罗二世和第三任妻子勒泰勒的碧翠丝的遗腹女。
身为公主反常的是，科斯坦察在30岁前一直没有订婚，这后来引发了她曾为修女，需要教宗特许才能结婚的传言。薄伽丘《名女传》记载：有预言称她的婚姻将毁灭西西里，故她从童年起就被关在修道院为修女以确保守贞。15世纪时，帕勒莫的至圣救主堂宣称科斯坦察曾是其中一员，乔万尼·安托尼奥·桑蒙特也认可。史学家玛丽·泰勒·西梅蒂则认为，作为潜在王位继承人和有价值的外交筹码，科斯坦察不应被轻易放弃。
1168年春，科斯坦察的侄子古列尔莫二世在位时，墨西拿对宰相埃蒂安的反对声日益高涨，传言古列尔莫二世被杀、埃蒂安意图让自己的兄弟娶科斯坦察以合法获取王位，即使古列尔莫二世的弟弟卡普亚的恩里科仍然在世。埃蒂安最终被迫逃亡。
1172年恩里科过世，因为古列尔莫二世直到1177年才结婚也未有婚生子女（一作1181年曾得子博蒙德）；科斯坦察成为了唯一的王位继承人，并据说已于1174年被立为继承人并得到宣誓效忠，但她仍然被关在修道院里，其婚事也似乎不被考虑，直到她30岁。
1184年，古列尔莫二世为了确保和平和神圣罗马帝国皇帝腓特烈一世讲和，为科斯坦察和腓特烈一世的在世长子罗马人的国王海恩里希订下婚约，此事于10月29日在奥格斯堡主教宫殿被宣布，教宗路基约三世对此不反对，反而发起。1185年，科斯坦察在大队亲王诸侯陪伴下去米兰庆婚，8月海恩里希也陪她到萨莱诺但回到德国为母奔丧。28日，科斯坦察在里耶蒂省受到皇帝使者的迎接。海恩里希和科斯坦察在1186年1月27日于米兰圣盎博罗削圣殿结婚。她金发碧眼，个子高大。作为交换，腓特烈放弃对南西西里的宣称。科斯坦察离开西西里前，古列尔莫二世在特鲁瓦教会要求三位重要的贵族——他的堂兄莱切伯爵坦克雷迪、安德里亚的鲁杰罗和副宰相阿耶洛的马特奥宣誓对可能为王位继承人的她效忠。马特奥是强烈反对这桩婚事的。阿布拉菲亚（1988年）指出古列尔莫没有将日耳曼和西西里王位联合预见出严重的后果；他的目的是巩固与意大利诺曼势力的昔日敌军日耳曼的联盟。古列尔莫二世令科斯坦察出嫁的另一目的是阻止坦克雷迪有机会宣称王位。
科斯坦察曾与丈夫、公公介入舅公纳穆尔伯爵亨利的继承权之争。亨利最初无嗣，已定下妹妹阿丽丝的儿子鲍德温为继承人，但老来得女埃尔梅辛德，就想用她取代鲍德温的继承人地位。在腓特烈一世指定下，纳穆尔伯国于1189年在亨利生前即由鲍德温继承。
教宗国也是皇帝的敌人，不想看到当时欧洲最富裕地区之一的南意大利落入日耳曼人之手，但海恩里希先后迫使教宗雷定三世为自己和自己的儿子受洗和加冕，教宗敷衍了事。

## 争夺西西里
古列尔莫二世知道西西里的诺曼贵族不欢迎霍亨斯陶芬家族的国王，在科斯坦察离开西西里前让贵族们和朝廷要员们许诺一旦他自己没有直系后裔而亡，认可科斯坦察继位。但1189年他意外过世后，坦克雷迪夺位。坦克雷迪是私生子，但有本国大多数上层人物如强烈反对科斯坦察的婚姻的副宰相阿耶洛的马特奥的支持。而大主教瓜尔铁罗·奥法米利奥和大多数贵族支持科斯坦察。但马特奥诱导瓜尔铁罗和其他一些诸侯拥戴坦克雷迪。
古列尔莫二世的遗孀英格兰的琼认为科斯坦察是合法继承人，口头支持德国。作为回应，坦克雷迪将她软禁并没收了她的巨额地产，此举激怒了她的哥哥英格兰国王理查一世。他后来将琼救走。

### 第一次征伐
科斯坦察的公公红胡子腓特烈正在参加十字军东征，海恩里希和科斯坦察不得不留在德国，不能主张科斯坦察对西西里的权利。1190年腓特烈驾崩，次年海恩里希与科斯坦察被加冕为亨利六世皇帝和皇后。科斯坦察随后随夫在忠诚的比萨舰队支持下率大量帝国军队以从坦克雷迪手中武力夺取西西里王位。包括最早的诺曼要塞卡普亚和阿韦尔萨等西西里王国北部诸镇开门迎接亨利。鲁杰罗二世的大陆首都萨莱诺送信欢迎亨利，并邀请科斯坦察来其父生前的旧宫殿避暑并接受医生对她体弱的治疗。尽管受到欢迎，但科斯坦察感受到很多萨莱诺市民仍然忠于坦克雷迪而组团说悄悄话。
亨利在整个军事行动中受到的第一个抵抗是在那不勒斯，它在南意大利的夏季从5月一直坚守到8月，而很多军队却受困于疟疾和疾病。亨利自己也病倒了，参与那不勒斯围城的韦尔夫的海因里希逃回德国，诈称皇帝已死，意图为自己谋求继位候选人地位。虽然亨利康复，但结果帝国军队被迫全部撤出西西里王国。作为亨利很快会回来的信号，科斯坦察与一小股驻军留在萨莱诺。

#### 短暂被俘

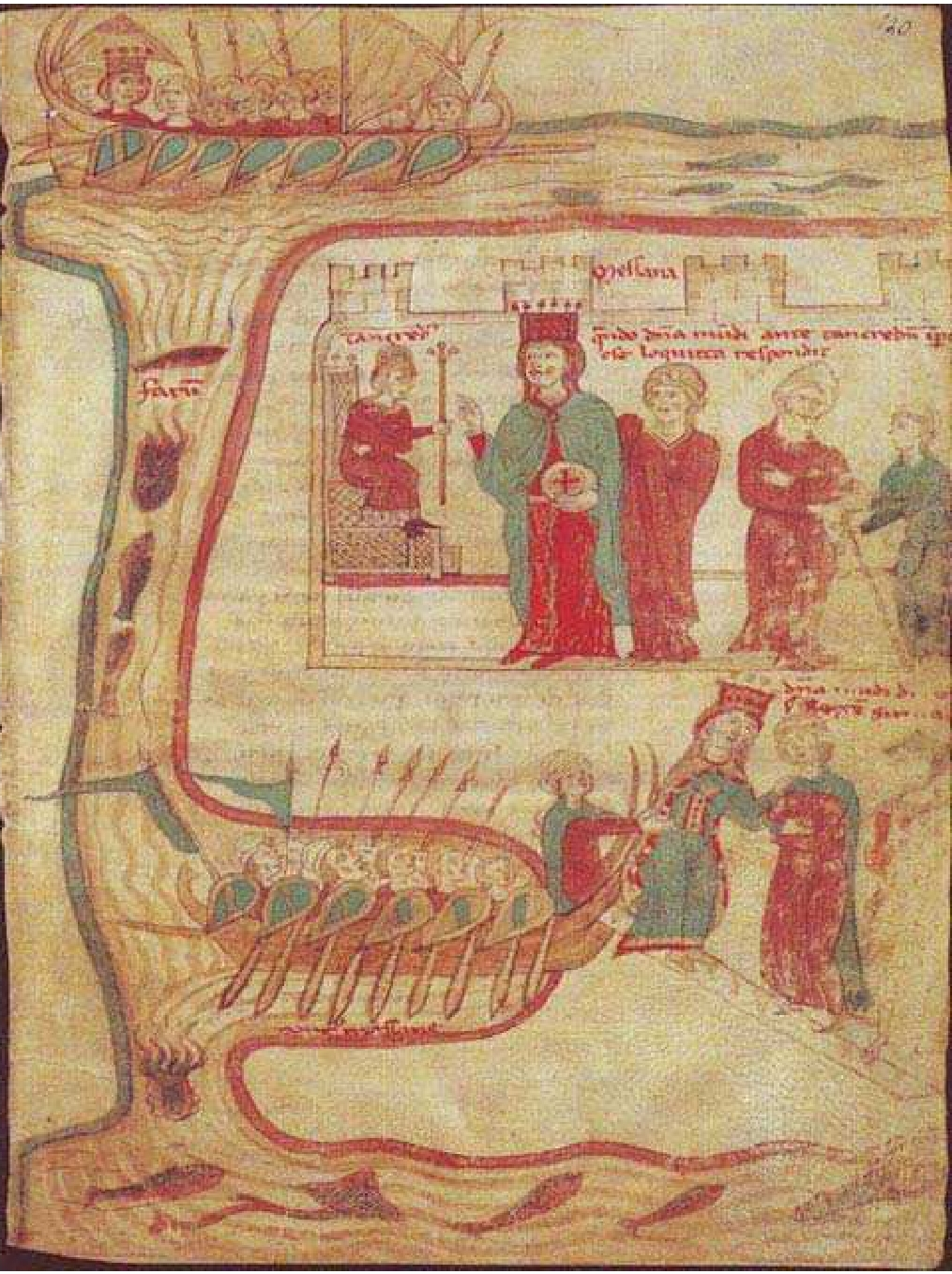
被囚禁的科斯坦察，出自《一本纪念皇帝的书》。

但亨利已和大部分帝国军队一同撤走后，原为帝国所占的城镇很大程度上因害怕报复，立即转而对坦克雷迪效忠。马特奥的儿子、当时在那不勒斯守城的萨莱诺主教尼科洛也将局势写信告诉萨莱诺的朋友们。于是萨莱诺民众也捕捉到向坦克雷迪邀宠的机会，于8月8日倒戈嘲讽及围攻在特拉切纳城堡无助的科斯坦察。科斯坦察登上阳台，用温和的抗议和警告的口气向民众喊话，告诉他们局势会好转，亨利的战败可能被尼科洛夸大，但暴民们一心要为了坦克雷迪而俘虏她，继续围攻。科斯坦察将自己锁在房内，锁上窗门，泪流满面地祈祷神的帮助和对敌人的复仇。随后她与坦克雷迪的远亲贵族埃利亚·迪格苏亚尔多谈判，在提出由士兵护送她的德军驻军安全离开的唯一条件后，谈判很快结束，她自愿出城，被埃利亚等和她有亲戚的阿普利亚诸侯逮捕，由之前参与防御那不勒斯的海军上将也是她的姐夫布林迪西的马加里托用由200人划船的典型的古船馆或德罗蒙战舰押送到墨西拿坦克雷迪处。她当时身着皇后礼服，穿着黄金缝制的裙子，珍贵闪烁的珠宝装饰的布斗篷，头发装饰着宝石，外衣装饰着玫瑰，使得她看起来有如女神。鉴于亨利可能有意重返，她成为了重要和有价值的战利品。坦克雷迪面见她时怒责她入侵，她骄傲地回答她只是在夺回自己被坦克雷迪抢走的领土。9月20日，亨利在热那亚被告知其妻被劫持。
科斯坦察被带回帕勒莫由王后西比拉监视；坦克雷迪安排她与西比拉一同用餐，睡在西比拉的卧室。曾与科斯坦察发生争吵的西比拉发现帕勒莫民众表现出对科斯坦察的同情后建议坦克雷迪处决科斯坦察，但坦克雷迪担忧此举会有损自己的声誉，没有同意，建议她和已被提拔为宰相的马特奥商议。马特奥当着西比拉的面给坦克雷迪写信，建议他将科斯坦察关在那不勒斯的蛋堡，由贵族阿利杰诺·科托内监管，以便看守和将她与民众隔离，因蛋堡是四面环水的。坦克雷迪接受了他们的建议。马特奥还给阿利杰诺写信，要他“妥善看守大海中救世主城堡（即蛋堡）里的皇后”。
尽管被俘期间坦克雷迪总以贵族礼节待她，科斯坦察处在极严密的看守下。西比拉强烈反对坦克雷迪对科斯坦察的尊重，认为这是暗示科斯坦察的王位继承权。
在1191年9月列日新主教的选举中，亨利偏爱勒泰勒的阿尔贝尔，因他是科斯坦察皇后的舅舅，先前他就和科斯坦察计划让他成为下一任列日主教，但如前所述，选举时，科斯坦察已经被西西里人囚禁，而另一候选人布拉邦特公爵亨利的弟弟阿尔伯特得到了大多数支持。1192年1月，皇帝在沃姆斯以选举有争议为由，把主教管区交给自己新任的宰相霍赫施塔登的洛泰尔，并于9月保证洛泰尔上任，迫使列日承认，两位候选人也退选，但引起了下莱茵众多诸侯家族的不满。
1192年，可能因为意外成功俘虏科斯坦察之功，马加里托被封为马耳他伯爵，获授大量资源。
亨利六世在无力救出妻子的情况下，不顾妻子被俘，一直拒绝和坦克雷迪言和；在请求雷定三世宣布坦克雷迪王位非法的信中，他甚至没有提及妻子的被俘。坦克雷迪也不接受一切亨利赎回科斯坦察的方案，除非亨利承认他。但在亨利向雷定三世抱怨妻子的被俘后，雷定威胁坦克雷迪若不释放皇后就对其施以绝罚，希望将科斯坦察安全带到罗马，这样亨利更易被教宗国摆布，他还是希望阻止帝国和西西里王国联合。坦克雷迪愿意放弃皇后这个谈判筹码，换取雷定认可自己为合法的西西里国王。
1192年，科斯坦察及其所有随从被释放，还得到一些礼物，在帕勒莫被交给来自教宗国的阿纳尼主教埃吉迪奥，通过墨西拿海峡带往罗马。但6月，距离科斯坦察获释不足一个月，科斯坦察一行就在到达罗马前在教宗国边境的切普拉诺遇到德军和支持霍亨斯陶芬王朝的隐修院院长蒙特卡西诺的罗弗雷多。科斯坦察向他们求助；他们不顾主教们反对，翻越阿尔卑斯山将她安全带回，使得教宗国和西西里王国都未能通过扣押皇后获得实际利益。两周内，亨利就和科斯坦察在帝国的特里费尔斯城堡重聚。

### 第二次征伐
坦克雷迪于1194年2月驾崩时，亨利已准备再次入侵西西里。同年他南下，为报复萨莱诺人拘押科斯坦察而将萨莱诺夷为平地，在未被抵抗的情况下进入帕勒莫，废黜坦克雷迪年幼的儿子古列尔莫三世（卒于1198年），加冕自己取而代之。先前在11月20日，他答应科斯坦察重新封古列尔莫三世为莱切伯爵、塔兰托亲王。

## 为西西里女王

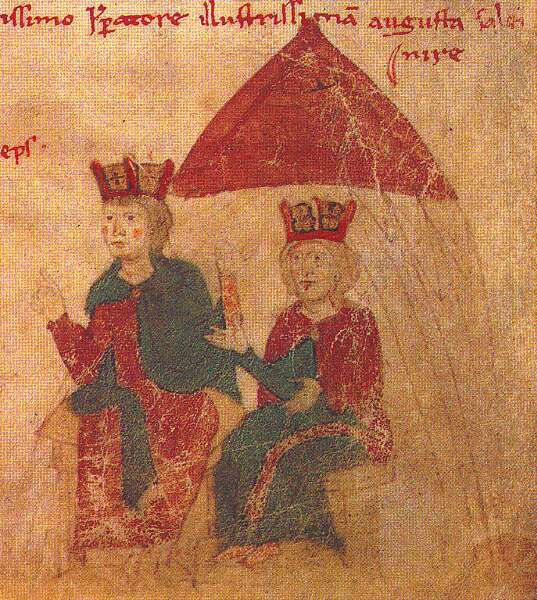
科斯坦察和亨利，出自1196年埃布洛的皮耶特罗《一本纪念皇帝的书》

亨利率军快速南下时，怀孕的科斯坦察缓慢跟随。在亨利于帕勒莫加冕的第二天即12月26日，她在安科纳附近的小镇耶西生下一子，以她自己的名字取名为康斯坦丁（后改名腓特烈·罗杰，即未来的神圣罗马帝国皇帝和西西里国王腓特烈二世）。
后来腓特烈的反对者以科斯坦察的年龄（腓特烈出生时她40岁）为依据，散布谣言说他是一个屠夫的儿子。这引发了反传说，例如1282年《佛罗伦萨编年史》（由里科达诺·马利普里尼撰写）记录的一个故事，根据该故事，科斯坦察在（被马利普里尼错误地认为是腓特烈的出生地的帕勒莫）镇广场公开分娩，以消除人们对她的母亲身份的怀疑。她在镇上市场广场的一个凉亭帐篷里生下了孩子，并邀请镇上的主妇们见证了孩子的出生。几天后，她回到镇上的广场，当众对婴儿进行哺乳。
1195年亨利六世回到德国，科斯坦察统治西西里，用自己的名字签署公文。4月2日，她在巴里加冕为西西里女王。
她能够领导自己的政府，尽管亨利的政策和他留下的人员无疑对她的独立性施加了一些限制。许多曾为古列尔莫二世和坦克雷迪工作的公证人，如福贾的戈斯弗里杜斯，现在为科斯坦察工作，科斯坦察的政府总部设在帕勒莫，周围都是当地的贵族家庭。亨利回国后，她的政府停止运作，但在他去世后又继续运作。
1196年，亨利六世为报复科斯坦察被俘之事，以绞刑处死西比拉的兄弟阿切拉伯爵里卡多。
1196年的受难节，科斯坦察召费奥雷的乔阿基诺到帕勒莫的帕拉丁教堂听她忏悔。她最初坐在高椅子上，但当乔阿基诺告知鉴于他们分别处于耶稣基督和抹大拉的玛丽亚的位置，她需要放低姿态的时候，她坐在了地上。
但亨利在西西里建立的统治伴随着巨大的社会动荡，包括卡塔尼亚周边和南意大利的叛乱。为了安抚西西里人，亨利以科斯坦察为摄政。社会的一部分，特别是在过渡期间失去权力的精英，拒绝接受德国的权力和种族特征，认为其具有无法推理的野蛮性质。他们仅仅视科斯坦察为不能阻止他建立以德国管家马克瓦尔德·冯·安魏勒主导、由德军保护的政府的工具。一部现在被称为《致彼得的关于西西里悲剧的信》（写于1189年古列尔莫二世去世后，亨利成功征服西西里岛之前）的作品指责在西西里出生和长大的西西里公主科斯坦察帮助将德国的野蛮强加给她的祖国。尽管如此，根据菲利帕·拜恩的说法，也有作家和行政人员接受亨利和科斯坦察的主张，并努力将自己与欧特维尔传统联系起来。
1197年，亨利重访西西里岛，当时有人密谋谋杀他。亨利镇压了自称西西里国王并据说从科斯坦察处得到珠宝以为鼓励的乔丹·卢平的叛乱。根据对科斯坦察怀有敌意的德国消息来源，科斯坦察被亨利的冷落所激怒，又同情家乡人，也加入了反对丈夫的叛乱，将他围困在一座城堡迫使他签订和约。显然，亨利并没有对科斯坦察采取行动（除了1197年6月他让乔丹在科斯坦察面前被折磨致死），尽管有报道称她是同谋。亨利和科斯坦察一起在帕勒莫度过复活节，两人仍然同住及一同签署公文。7月亨利还镇压了一场叛乱，但9月28日，亨利突然驾崩，可能死于疟疾。科斯坦察在场，有人怀疑她下毒（这一理论受到了其他同时代人的批评）。西奥·科尔策表示，此时，他们的婚姻正处于低谷，有可能是皇后感受到了同胞的情绪，被动地容忍了叛军，但没有证据表明她积极参与了阴谋。

## 腓特烈二世的加冕和她的去世

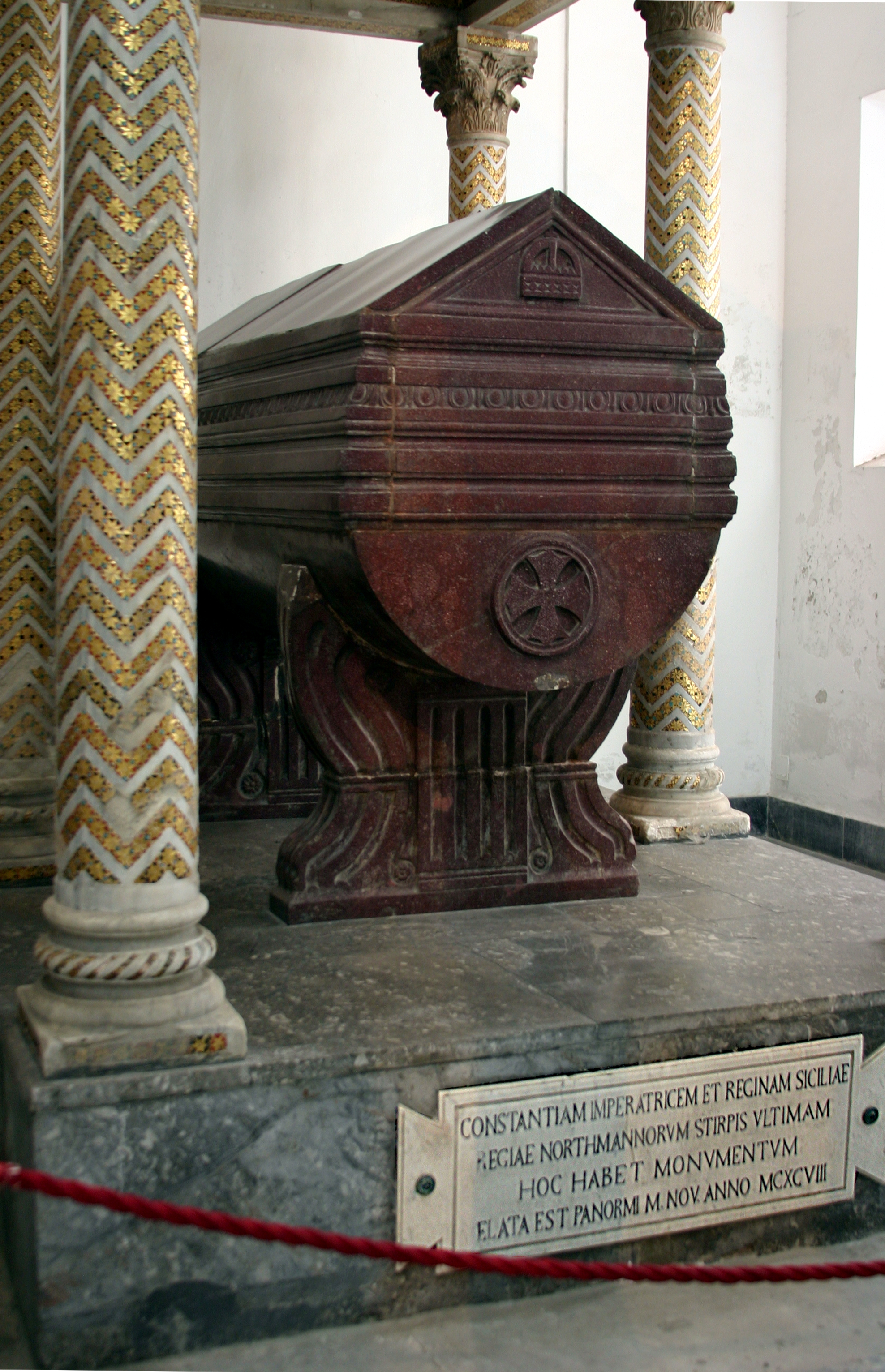
帕勒莫大教堂的科斯坦察之墓。

1198年5月，科斯坦察在帕勒莫为3岁的腓特烈加冕为西西里国王，自己为摄政。起初她为儿子保留了“神圣罗马与西西里王”的双重头衔，但在腓特烈加冕后，她放弃了对德国的主张。据科尔策认为，教宗向科斯坦察和腓特烈施压，要求他们放弃这一头衔。此外，亨利之死在德国留下了一个儿童君主无法填补的权力真空。科斯坦察很可能意识到腓特烈对德国的宣称是无望的，并支持她的小叔子菲利普的宣称，后者得到了一些诸侯的支持，反对韦尔夫家族候选人奥托四世。
在她丈夫去世后，她的政府表现出对诺曼传统的全面转变（以及对亨利帝国统治愿景的拒绝）。她将本地顾问聚集在身边，将雄心勃勃的马克瓦尔德·冯·安魏勒驱逐出权力位置，试图将他限制在莫利塞的封地。同时被驱逐的还有帕列里亚的瓜尔铁罗和斯波莱托公爵科拉多一世。当1198年5月她的儿子在帕勒莫被行涂膏礼加冕为王时，她绝口不提对日耳曼王位和帝国帝位的诉求。在自身健康恶化时，她与新教宗依诺增爵三世的关系有一个良好的开端，放弃了国王为使徒特使的长期原则也是王国内诺曼自治的中心原则（当亨利还活着的时候，她毫不犹豫地捍卫自己作为诺曼祖先的自然继承人的权利，即使是反对教宗的权威）。面临围绕在幼王身边的危险，科斯坦察将腓特烈置于依诺增爵三世保护下，而依诺增爵三世迫使她放弃了皇室关于教会委员会、公使、上诉和选举的权利，仅保留在一位当选的主教上任前同意之的权利。
腓特烈加冕后，她和他联名签署公文。尽管她本人始终保有神圣罗马帝国皇太后的头衔，但她试图为她的儿子保留选择权：她只作为西西里女王而不是皇后接受教宗的条件——她的丈夫一生都拒绝接受教宗的封地西西里岛，以维护帝国的尊严。腓特烈后来的成就远过于此，这是当她于11月在教宗派来接受她效忠的主教到来前突然去世时远不能预见到的。在遗嘱中，她建立了西西里的摄政委员会，指定身为儿子封地领主的依诺增爵三世为他的监护人，以示儿子的继承权不可侵犯。她也命令下属对教宗宣誓效忠。
科斯坦察葬在帕勒莫大教堂其父和丈夫（和后来他们的儿子）的坟墓附近。她的死导致了一段时间的暴力和骚乱直至1208年腓特烈长大。据史学家约瑟夫·德尔，现在存放科斯坦察遗体的坟墓实际上是她为丈夫委托建造的。1215年，腓特烈将他的父亲重新安葬在取自切法卢的斑岩石棺中（这是鲁杰罗二世为自己委托建造的两个石棺之一；根据皇帝的命令，另一个是为自己保留的）。

## 观点
历史学家维尼修斯·德雷杰写道，科斯坦察可能是“12世纪末西欧最重要的女性”，但“与她的大多数前任和同时代人一样，我们对她知之甚少。”
传记作者杰奎琳·阿利奥认为科斯坦察年轻时与嫂嫂玛格丽塔王太后彼此相识乃至模仿了玛格丽塔的领导风格，她们之间可能存在一种虽然脆弱的姐妹关系。（无论是否出自玛格丽塔的意愿，在玛格丽塔于1183年去世前，科斯坦察始终未被放出修道院。）
在《神曲》中，但丁采纳了科斯坦察曾为修女的故事，将她列在《天堂篇》：
“在我右边向你显示出的

这另一片光辉，放射出我们

这一重天的全部光明，

我所谈有关我的事情，也是指她本人：

她生前曾是修女，同样也曾被人

从她的头部夺去那神圣头巾的阴影。

但是，既然她不得已重返红尘，

违反她的意愿，违反良好的民风，

她则始终不曾揭掉心中的纱巾。

这便是那伟大的科斯坦察的光芒，

她从施瓦本人的第二个狂风中，

生下了第三个狂风也是最后一个掌握大权的人。”——《神曲》，《天堂篇》第三首，第109-120句，Mandelbaum translation
科斯坦察生前安排了儿子与阿拉贡公主的婚事并于1209年实现。

## 电影和媒体
科斯坦察出现在乔丹·里弗关于费奥雷的乔阿基诺的电影《乔阿基诺和启示录》的一个场景中。扮演科斯坦察的是意大利女演员伊莉莎贝塔·佩利尼。

## 争议记载
《名女传》作：科斯坦察是古列尔莫一世的女儿，出生时一位叫约阿基姆的卡拉布里亚修道院院长预言她会造成西西里的毁灭。古列尔莫相信了，将年轻的科斯坦察关进修道院迫使她成为修女，以防她有丈夫和孩子；而当后来获准与亨利订婚时，她一直反对，认为自己年纪大了会成为障碍，但无效，于是“一个满脸皱纹的老太婆就这样抛弃了这个神圣的修道院，抛弃了她的修女面纱，换上王室的装扮结了婚，并以皇后的身份出现在公众面前”。这显然与科斯坦察是鲁杰罗二世的遗腹女、古列尔莫一世的异母妹、在1192年才成为皇后这一系列事实矛盾。乔万尼·维拉尼称，古列尔莫一世因为相信该预言，曾想处死她，在庶叔坦克雷迪建议下她才被救下送去修道院。
也有记载将此事记载为鲁杰罗二世的意志，但这与科斯坦察在鲁杰罗二世死后才出生矛盾。
约阿基姆·卡梅拉里乌斯称科斯坦察只是在反抗古列尔莫一世的政变发生时被送去修道院确保安全，然后一直在那里直到订婚，并未成为修女；乌戈·法尔坎杜斯和圣杰尔马诺的里卡多称科斯坦察在王宫而非修道院受教育长大；弗朗索瓦·欧代·梅泽雷认为科斯坦察从未成为修女。
马莱斯皮尼和薄伽丘分别称她结婚时已经50岁和55岁，布朗托姆称她50岁结婚52岁生子，这也与实际不符。佛罗伦萨编年史家称她的婚姻是坦克雷迪激怒教宗后由教宗和帕勒莫大主教所设计，意图让西西里摆脱坦克雷迪的控制，汤马索·法泽洛称教宗敕令记载了雷定三世许可科斯坦察还俗嫁人，但事实上她订婚时古列尔莫二世还有五年在位时间，雷定三世也是直到7年后才被选为教宗。这些史家还认为教宗剥夺科斯坦察守贞的愿望是不道德的，所以上天降下责罚，让科斯坦察婚姻所生的儿子成为教宗的长期敌人。
一位匿名梵蒂冈人在所著《Historia Sicula》中将科斯坦察在30岁以前未婚的理由解释为相貌丑陋，此说并不被认真看待，因政治婚姻基本不考虑当事人的相貌。

## 第一手来源
- Giovanni Villani, Cronica, V.20, VI.16, VII.1

## 第二手来源
- David Abulafia, Frederick II, a Medieval Emperor, 1988 (Oxford University press)
- Jacqueline Alio, Queens of Sicily 1061-1266, 2018. ISBN 978-1-943-63914-4
- Walter Fröhlich, "The Marriage of Henry VI and Constance of Sicily: Prelude and Consequences", Anglo-Norman Studies XV, 1992
- Donald Matthew, The Norman Kingdom of Sicily, ISBN 0-521-26911-3
- John Julius Norwich, The Kingdom in the Sun, reprinted as part of his The Normans in Sicily, ISBN 0-14-015212-1
- Costanza, sacred opera performance at Our Lady of Mt. Carmel Church, Bronx, NY on  26 October 2008. John Marino, distinguished composer conductor, arranger, pianist, coordinated the performance. The libretto was written by Florence Bocarius.
- Mary Taylor Simeti, Travels with a Medieval Queen, 2001. ISBN 978-0-374-27878-6.

| 科斯坦察一世 歐特維爾王朝出生于：1154年11月2日逝世於：1198年11月27日 | 科斯坦察一世 歐特維爾王朝出生于：1154年11月2日逝世於：1198年11月27日                    | 科斯坦察一世 歐特維爾王朝出生于：1154年11月2日逝世於：1198年11月27日 |
| 統治者頭銜                                                           | 統治者頭銜                                                                              | 統治者頭銜                                                           |
| -------------------------------------------------------------------- | --------------------------------------------------------------------------------------- | -------------------------------------------------------------------- |
| 前任者： 古列尔莫三世                                                | 西西里女王 1194年–1198年 與恩里科一世同時在任 （1194年–1197年） 费德里科一世 （1198年） | 繼任者： 费德里科一世                                                |
| 德意志皇族                                                           |                                                                                         |                                                                      |
| 前任者： 勃艮第的碧翠丝                                              | 日耳曼王后 1186年–1196年                                                                | 繼任者： 伊琳娜·安格丽娜                                             |
| 前任者： 勃艮第的碧翠丝                                              | 神圣罗马帝国 皇后 1191年–1197年                                                         | 繼任者： 霍亨斯陶芬的碧翠丝                                          |